# Gypona ukara
Gypona ukara är en insektsart som beskrevs av Delong 1980. Gypona ukara ingår i släktet Gypona och familjen dvärgstritar. Inga underarter finns listade i Catalogue of Life.